# Kytice

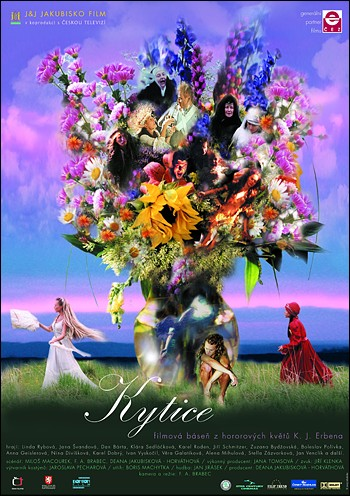
Filmaffisch

Kytice ("Bukett") är en tjeckisk folksagefilm från 2000 i regi av F.A. Brabec. Den återberättar sju tjeckiska folksagor med övernaturliga inslag. Förlaga är författaren Karel Jaromír Erbens balladsamling Kytice z povĕsti narodnich ("En bukett med folksagor") från 1853. Filmen är 78 minuter lång och hade premiär 7 december 2000. Den hade 621 267 besökare i Tjeckien och drog in 35 383 680 tjeckiska kronor.

## Innehåll
1. "Kytice" ("Bukett")
2. "Vodník" ("Näcken")
3. "Svatební košile" ("Brudskjortan")
4. "Polednice" ("Middagsfrun")
5. "Zlatý kolovrat" ("Den gyllene spinnrocken")
6. "Dceřina kletba" ("Dotterns förbannelse")
7. "Štědrý den" ("Julafton")